# Lijst van burgemeesters van Beerta
Dit is een lijst van burgemeesters van de voormalige Nederlandse gemeente Beerta. Op 1 januari 1990 fuseerden Beerta, Finsterwolde en Nieuweschans tot de gemeente Reiderland (tot 1 juli 1991 nog genaamd 'gemeente Beerta').
| Ambtsperiode                                                 | Naam burgemeester                   | Partij of stroming | Bijzonderheden                                                                                                 |
| ------------------------------------------------------------ | ----------------------------------- | ------------------ | --- |
| 1811 - 1834                                                  | Jan Hindriks Geertsema              |                    | |
| 1834 - 1840                                                  | Hindrik Post (1793-1840)            |                    | ovl. 14 februari 1840                                                                                          |
| 1840 - 1842                                                  | mr. Johannes Berghuis van Woortman  |                    | tevens burgemeester van Nieuweschans, ovl. 3 augustus 1842                                                     |
| 1842 - 1863                                                  | Christiaan George Plaat (1813-1881) |                    | tevens burgemeester van Nieuweschans                                                                           |
| 1863 - 1916                                                  | Hendrik Jan Onnes O.Jzn.            |                    | ovl. 20 augustus 1916                                                                                          |
| 1916 - 1923                                                  | Edzo Hommo Ebels                    | liberaal           | later commissaris der Koningin in Groningen                                                                    |
| 1923 - 1940                                                  | Jan Hayo Nannenga                   | liberaal           | 1934/1935 regeringscommissaris                                                                                 |
| 1940 - 1955                                                  | C.P. van Essen                      | SDAP / PvdA        | werd burgemeester van Goor                                                                                     |
| 1955 - 1971                                                  | Ekke de Haan                        | PvdA               | was wethouder van Heerenveen, tevens waarnemend burgemeester van Finsterwolde (1956-1957)                      |
| 1971 - 1981                                                  | Johannes (J.G.) Voslamber           | partijloos         | tevens burgemeester van Finsterwolde (1963-1981)                                                               |
| 1982 - 1990                                                  | Hanneke (J.) Jagersma               | CPN                | |
| december 1983 - maart 1984                                   | Ivo Opstelten                       | VVD                | waarnemend burgemeester tijdens het zwangerschapsverlof van Hanneke Jagersma; tevens burgemeester van Delfzijl |
| Fusiegemeente Beerta vanaf 1 juli 1991 'gemeente Reiderland' |                                     |                    | |
| 1990 - (1997)                                                | Wim (W.M.) Cornelis                 | PvdA               | was wethouder van Ten Boer                                                                                     |
| vervolg zie: Lijst van burgemeesters van Reiderland          |                                     |                    | |